# Vicariato apostólico de Rodrigues
El vicariato apostólico de Rodrigues (en latín: Vicariatus Apostolicus Rodrigensis, en inglés: Apostolic Vicariate of Rodrigues y en francés: Vicariat apostolique de Rodrigues) es una circunscripción eclesiástica de la Iglesia católica en Mauricio. Se trata de un vicariato apostólico latino, inmediatamente sujeto a la Santa Sede. Desde el 20 de diciembre de 2023 su vicario apostólico es el obispo Michel Moura.

## Territorio y organización
El vicariato apostólico extiende su jurisdicción sobre los fieles católicos de rito latino residentes en la isla Rodrigues.
La sede del vicariato apostólico se encuentra en la población de San Gabriel, en donde se halla la Catedral de San Gabriel.
En 2022 en el vicariato apostólico existían 6 parroquias.

## Historia
La isla Rodrigues permaneció deshabitada hasta el primer intento de colonización por hugonotes franceses en 1691, pero fue abandonada inmediatamente. En 1725 se apostó un destacamento francés y fue administrada desde Mauricio. En 1809 fue capturada por el Reino Unido. 
En 1847 llegó a Rodrigues el primer sacerdote católico, el padre François Thévaux. En 1869 se creó la primera parroquia en la isla. El padre Thévaux supervisó la construcción de dos iglesias, una en Port-Mathurin y la otra en San Gabriel. El padre Jean-Marie Pivault tomó la iniciativa de construir una tercera iglesia en La Ferme en 1907 y la dedicó al Espíritu Santo. Cuando llegó a Rodrigues en 1929, el padre Eugène Legault vio que el lugar de culto de San Gabriel era demasiado pequeño e inició la construcción de una iglesia más grande el 18 de octubre de 1936, que se convirtió en la Catedral de San Gabriel después de la accesión de la isla al estado de vicariato apostólico. La iglesia fue consagrada con gran pompa por el arzobispo James Leen el 10 de diciembre de 1939. En 1970 las iglesias de Port-Mathurin y de La Ferme fueron erigidas en parroquias.
El 12 de marzo de 1968 Mauricio obtuvo su independencia del Reino Unido.
Los católicos de Rodrigues solicitaron que la isla accediera al rango de vicariato apostólico en 1997 y en 2000. El obispo de Mauricio, Maurice Piat, transmitió la solicitud a la Santa Sede. El vicariato apostólico de Rodrigues fue erigido el 11 de octubre de 2002 mediante la bula Ad aptius consulendum del papa Juan Pablo II separando territorio de la diócesis de Port Louis.
La iglesia de San Gabriel fue elegida como procatedral del vicariato apostólico.
Las razones que llevaron a la erección del nuevo vicariato apostólico son esencialmente dos: la nueva configuración de la República de Mauricio que desde 2002 prevé un estatus de una sola nación con una administración autónoma en Rodrigues. Además, la necesidad de dar autonomía a una Iglesia que, de otro modo, vive demasiado lejos de la Iglesia madre de Port Louis.

## Estadísticas
Según el Anuario Pontificio 2023 el vicariato apostólico tenía a fines de 2022 un total de 40 315 fieles bautizados.
| Año                                                                             | Población            | Población | Población      | Sacerdotes | Sacerdotes    | Sacerdotes    | Bautizados por sacerdote | Diáconos permanentes | Religiosos | Religiosos | Parroquias |
| Año                                                                             | Bautizados católicos | Total     | % de católicos | Total      | Clero secular | Clero regular | Bautizados por sacerdote | Diáconos permanentes | Varones    | Mujeres    | Parroquias |
| ------------------------------------------------------------------------------- | -------------------- | --------- | -------------- | ---------- | ------------- | ------------- | ------------------------ | -------------------- | ---------- | ---------- | ---------- |
| 2002                                                                            | 32 612               | 35 779    | 91.1           | 4          | 4             |               | 8153                     |                      |            | 11         |            |
| 2003                                                                            | 32 612               | 35 779    | 91.1           | 4          | 4             |               | 8153                     |                      |            | 10         | 3          |
| 2005                                                                            | 33 443               | 36 691    | 91.1           | 5          | 5             |               | 6688                     |                      | 1          | 10         | 3          |
| 2007                                                                            | 33 605               | 36 772    | 91.3           | 3          | 2             | 1             | 11201                    |                      | 2          | 9          | 3          |
| 2010                                                                            | 33 605               | 37 700    | 89.1           | 5          | 3             | 2             | 6721                     |                      | 2          | 9          | 5          |
| 2014                                                                            | 36 752               | 40 434    | 90.9           | 5          | 4             | 1             | 7350                     |                      | 1          | 12         | 5          |
| 2017                                                                            | 38 714               | 42 396    | 91.3           | 5          | 4             | 1             | 7742                     |                      | 2          | 12         | 5          |
| 2020                                                                            | 39 400               | 43 155    | 91.3           | 5          | 3             | 2             | 7880                     |                      | 2          | 11         | 6          |
| 2022                                                                            | 40 315               | 43 997    | 91.6           | 5          | 2             | 3             | 8063                     |                      | 3          | 10         | 6          |
| Fuente: Catholic-Hierarchy, que a su vez toma los datos del Anuario Pontificio. |                      |           |                |            |               |               |                          |                      |            |            |            |

## Episcopologio
- Alain Harel (31 de octubre de 2002-10 de septiembre de 2020 nombrado obispo de Puerto Victoria)
  - Sede vacante (2020-2023)
  - Jean-Maurice Labour (19 de octubre de 2020-4 de enero de 2021) (delegado con plenos poderes)[nota 2]
  - Luc René Young Chen Yin, O.M.I. (4 de enero de 2021-20 de diciembre de 2023) (administrador apostólico)[4]
- Michel Moura, desde el 20 de diciembre de 2023